# Flovmand
Flovmand er et navneord, som spøgefuldt beskriver en kedelig og åndløs person eller genstand.
Flovmand kan dog også benyttes for en kontrolafgift for befordring uden rejsehjemmel, da det på et tidspunkt kostede kr. 500 (også kaldet en plovmand) i S-togene.

## Betydning
Nogen (eller i overført betydning noget), som ikke vil være sig selv bekendt. Hvis eksempelvis en gyserfilm kaldes en flovmand, bedømmes gyset i filmen som mislykket, uden effekt. Hvis en elsker er en flovmand, er han uden handlekraft – formodentlig uden potens. Ordet stavedes oprindeligt Flaumann. Det er stort set gledet ud af dagligsproget.
| Sprog | Spire Denne artikel om sprog er en spire som bør udbygges. Du er velkommen til at hjælpe Wikipedia ved at udvide den. |